# Рамон-Беренгер II
Рамон-Беренгер II  (ісп. Ramon Berenguer II, 1053 або 1054 —6 грудня 1082) — граф Барселони, Жирони та Осони у 1076-1082 роках. Прізвисько — Волосся-наче-клоччя (ісп. el Cabeza de Estopa). Своє прізвисько отримав за чорне, жорстке і густе, як клоччя, волосся.

## Біографія
Походив з Барселонської династії. Син Рамона-Беренгера I, графа Барселони, Жирони, Осони, та Альмодіс дела Марки. Був братом-близнюком Беренгер-Рамона II.
Після смерті Рамона-Беренгера I обидва його сини-близнюки повинні були спільно правити Барселоною. Згідно із заповітом брати повинні були порівну розділити всю власність, все замки і землі, всі кораблі, як були, так і побудовані в майбутньому. Кожен з братів повинен був шість місяців в році жити в графському палаці, а потім поступатися місцем іншому. Лише доходи від надходження податків залишалися неподільними і надходили в загальну графську скарбницю.
У Рамона-Беренгера II з Беренгером-Рамоном II відразу почалася ворожнеча. У 1077 році папа римський Григорій VII спрямував свого легата Амата де Олорона щодо замирення братів. Також обидва повинні були разом взяти участь в хрестовому поході, який, втім, не відбувся. У 1078 році одружився з Матильдою, дочкою норманського феодала Роберта Гвіскара.
У 1079 році, скориставшись ворожнечею між еміратами Сарагоси і Леріди, Рамон-Беренгер II разом з братом захопив Сідамон і Торрегроссу, Барберу дела Конку, Л'Асплугу. Під час приготування до походу у 1081 року до Барселони прибув Сід Кампеадор, втім його пропозицію про співпрацю не було прийнято, і він вступив на службу до еміра Сарагоси, в той час як брати уклали союз з Юсуф аль-Музаффаром, володарем тайфи Леріда. Того ж року розділив з брата усі землі й замки Барселонського графства.
У 1082 році барселонські війська зазнали поразки у битві при Альменарі, в результаті чого Рамон-Беренгер II потрапив уполон. Але зумів швидко звільнитися завдяки сплати викупу.
6 грудня 1082 року під час полювання в лісі Перча-дель-Астор Рамона-Беренгер II було вбито невідомими людьми. Підозра в організації вбивства впала на брата, який успадкував усю владу.

## Родина
Дружина — Матильда, донька Робера Отвіль, герцога Апулії та Калабрії
Діти:
- Рамон-Беренгер (1082—1131), граф у 1086—1131 роках
- Мафальда (1080—д/н), дружина Арно Гвільєм, віконта Фенольє
- Альмодіс (бл.1078—1140), дружина Бернард Амато, віконта Кардона